# Ron Foxcroft

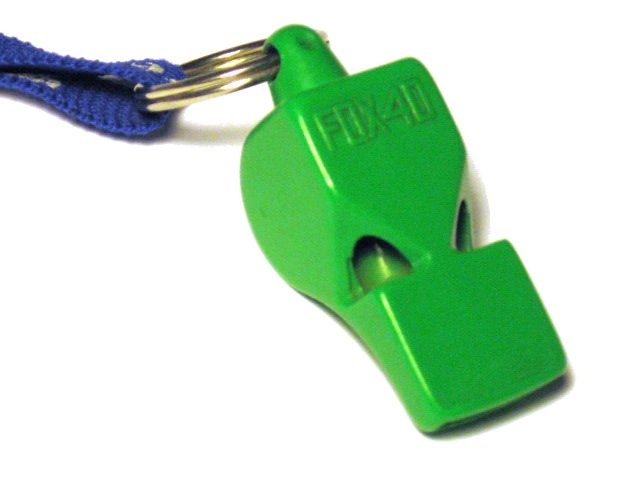
Uno dei primi fischietti Fox 40

Ron Foxcrof (Burlington, 5 novembre 1945) è un ex arbitro di pallacanestro e inventore canadese. È noto in particolare per aver inventato il fischietto Fox 40, il primo fischietto privo di pallina di legno e parti mobili.

## Biografia
Ron Foxcroft intraprende la carriera di arbitro di pallacanestro fin dall'età di 17 anni, dopo aver dovuto abbandonare il gioco del Football a seguito di un infortunio. Nel 1963 diviene l'unico arbitro canadese della NCAA e arbitro internazionale FIBA. Nel 1976 partecipa come arbitro ai Giochi olimpici di Montréal, dove arbitra anche la finale maschile.
Nella prima metà degli anni '80, Foxcroft si dedica a realizzare un fischietto privo di pallina. I tradizionali fischietti utilizzati dagli arbitri fino agli anni '80 erano realizzati in metallo e contenevano all'interno una pallina di legno che veniva agitata dal vortice d'aria, così intensificando il suono e introducendo un elemento di vibrato. Questi fischietti avevano però il difetto di restare talvolta inceppati, quando la pallina in legno si incastrava.
Lo stesso Foxcroft nel corso della sua carriera di arbitro aveva sperimentato più volte il problema del fischietto inceppato. Due episodi in particolare lo segnano: durante la finale dei Giochi olimpici di Montréal del 1976 fra la Jugoslavia e gli Stati Uniti, davanti a un pubblico di 18.000 spettatori, Foxcroft fu fischiato e contestato quando un giocatore statunitense ricevette una gomitata da un giocatore jugoslavo che lui non riuscì a fischiare a causa dell'inceppamento del fischietto. Otto anni dopo, durante una partita delle fasi eliminatorie pre-Olimpiche tenute nel 1984 a San Paolo del Brasile, Foxcroft
fischiò un fallo subito da un giocatore brasiliano, ma a causa del fischietto inceppato non uscì alcun suono. In pochi secondi scoppiò una violenta sommossa del pubblico, nella quale rischiò seriamente di essere aggredito.
Questi episodi diedero a Foxcroft l'idea di tentare di inventare un fischietto privo di pallina e che quindi non potesse incepparsi, a cui lavorò negli anni successivi, assieme all'inventore canadese Chuck Shepherd.
La soluzione individuata dai due inventori si basava sull'idea di realizzare un fischietto dotato di molteplici labium, con frequenze leggermente differenti. La sovrapposizione delle diverse frequenze crea un battimento, restituendo così un suono vibrato, paragonabile al trillo di un fischietto con pallina.
Foxcroft e Shepherd realizzarono un gran numero di prototipi, i primi dei quali erano di dimensioni eccessive per poter essere utilizzati come fischietti. Dopo la produzione di 14 prototipi, nel 1985 i due inventori arrivarono a realizzare un prototipo sufficientemente perfezionato da poter essere utilizzato, caratterizzato dalla presenza di tre labium, due sulla parte superiore del fischietto e uno terzo sulla parte inferiore con una camera di risonanza più lunga di quelle dei primi due. Il fischietto fu chiamato 'Fox 40' ispirandosi al cognome di Foxcroft e al fatto che quell'anno lui compiva 40 anni.
Dopo una fase di ulteriore perfezionamento, il 7 agosto 1987 Foxcroft e Shepherd depositarono la domanda di brevetto del Fox 40, presso l'Ufficio brevetti americano. I fischietti Fox 40 furono utilizzati per la prima volta nei giorni immediatamente successivi al deposito del brevetto, durante i Giochi panamericani del 1987.
Nel medesimo anno 1987, Foxcroft fondò la società Foxtron Inc., poi divenuta Fox 40 International, con sede in Hamilton, Ontario che cura la produzione e distribuzione dei fischietti Fox 40. A partire dagli anni '90, i fischietti Fox 40 sono divenuti lo standard nell'arbitraggio della gran parte delle discipline sportive che prevedono l'uso del fischietto. Foxcroft è tutt'oggi amministratore delegato della Fox 40 International.
Nel 1999 Foxcroft abbandona l'arbitraggio della Pallacanestro, dopo aver arbitrato per 36 anni. Lo stesso anno viene insignito della "Canadian Basketball Hall of Fame" e nel 2011 della "Hamilton Sports Hall of Fame".